# معركة ثيمبرا
كانت معركة ثيمبرا هي المعركة الحاسمة في الحرب بين كرويسوس من مملكة ليديا وكورش الكبير من الإمبراطورية الأخمينية. التقى كورش، بعد أن طارد كرويسوس إلى ليديا بعد معركة بيتيريا المتعادلة، والتقى بقايا جيش كرويسوس المنحل جزئيًا في معركة على سهل شمال ساردفي ديسمبر 547 قبل الميلاد. ومع أن جيش كرويسوس قد تعزز بالعديد من الرجال الجدد، فقد هزمه كورش تمامًا، بالرغم أنه كان يفوق عددهم تقريبًا بالضعف. أثبت هذا أنه حاسم، وبعد حصار سارد لمدة 14 يومًا، سقطت المدينة وربما ملكها، وغزا الفرس ليديا.

## الموقف
غزا كورش مملكة ميديا في عام 550 قبل الميلاد، مما خلق صراعًا مع مملكة ليديا المجاورة. كانت خطة كورش هي الإمساك بملك ليديا وهو غير مستعد للمعركة، ولكن في ثيمبرا كان لدى كرويسوس رجال أكثر بضعف عدد رجال كورش. خرج الليديون لمقابلة كورش وسرعان ما قاموا بتسليح جميع الاحتياطيات هناك، قبل أن يصل حلفاؤهم، وهو ما لم يفعلوه أبدًا. وفقًا لكسينوفون، كان لدى كورش 196 ألف رجل في المجمل،[بحاجة لرقم الصفحة] وكان 31 ألف إلى 70 ألف منهم من الفرس. يتألف هذا من 20 ألف من المشاة التي ربما شملت الرماة والقاذفين، و10 آلاف من نخبة المشاة / الفرسان، والذين قد يكونون من فرقة الخالدون الفرس، بالإضافة إلى 20 ألف بيلتاست و20 ألف من حاملو الرماح. من المعروف أن جميعهم ما عدا الرماة والقاذفين قد حملوا دروعًا صغيرة إلى كبيرة. وكان الآخرون: 42 ألف من العرب، والأرمن؛ والميديين، والذين بلغوا 126 ألف من المشاة. كان هناك أيضًا 300 من سلاح فرسان الجمال، و300 عربة، و5 إلى 6 أبراج حصار، والتي كان من المعروف أنها تضم 20 رجلًا. كل ذلك بلغ أكثر من 1000 رجل، ويرجع ذلك جزئيًا إلى وجود مواطن واحد وجندي واحد على كل عربة.
يخبرنا كسينوفون أن كرويسوس كان له جيش من 420 ألف رجل،[بحاجة لرقم الصفحة] والذي كان مكونًا من 60 ألف من البابليين والليدين والفريجيين، وكذلك الكابادوكيين، بالإضافة إلى دول الدردنيل. بلغ هذا 300 ألف رجل شملوا 60 ألفًا من سلاح الفرسان. كان هناك أيضًا 120 ألف مصري، بالإضافة إلى 300 عربة، والتي ربما تكون على الأقل من 500 رجل. تعتبر أعداد المعركة التي قدمها كسينوفون، حتى لو كانت غير صحيحة، ضمن نطاق الاحتمال، ولكنها أقل من النصف الذي ربما شارك في المعركة الفعلية.

## المعركة

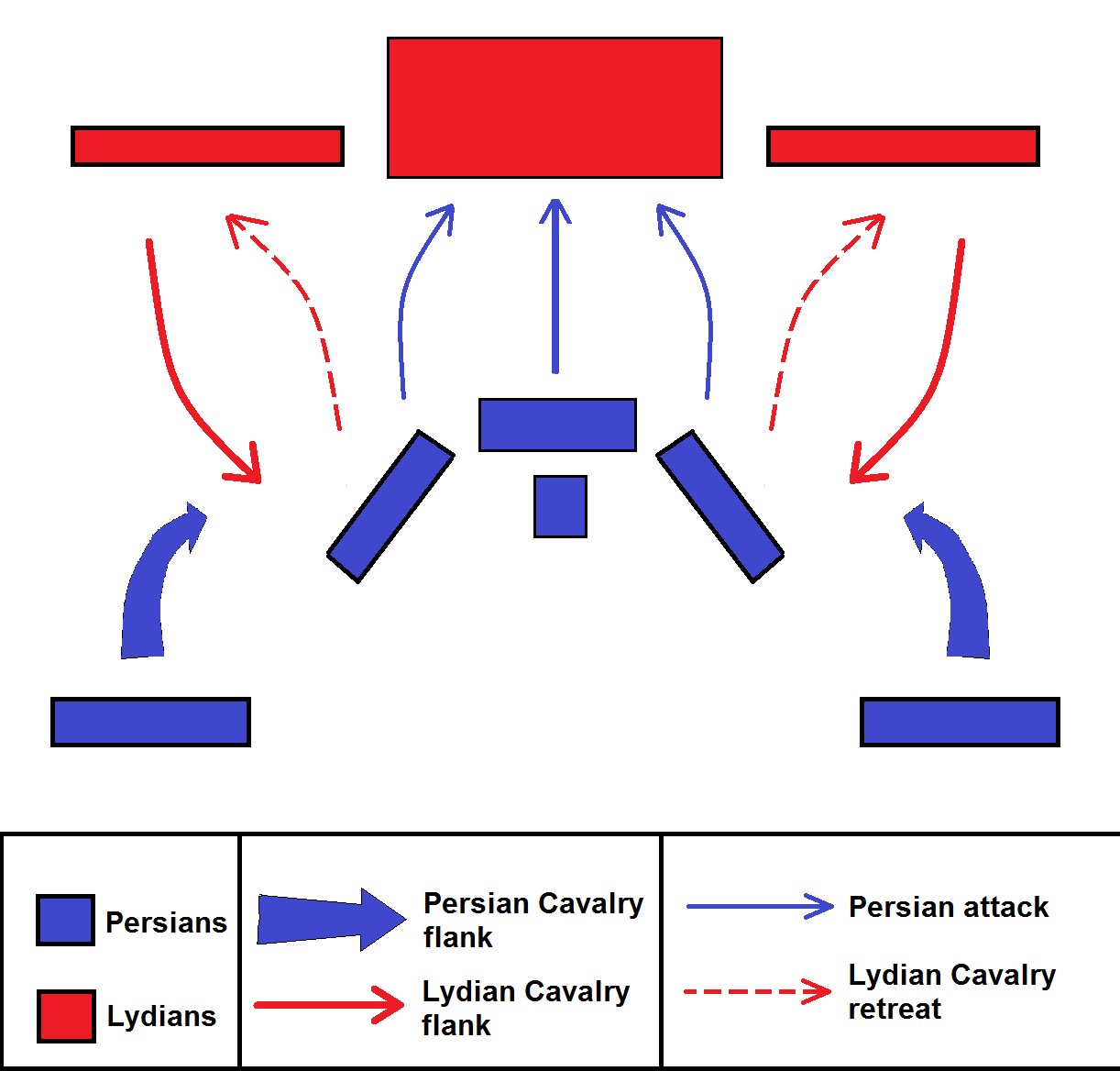
الاستراتيجيات المستخدمة في المعركة

نشر كورش قواته مع سحب الأجنحة في شكل مربع. تمت تغطية الأجنحة بالمركبات والفرسان والمشاة. استخدم كورش أيضًا جمال الأمتعة لإنشاء حاجز حول رماة له. عطلت رائحة الإبل خيول ليديا وبددت خط سلاح الفرسان عندما أطلق الرماة النار على قوات ليديا.
كما توقع كورش، تحركت أجنحة الجيش الليدي إلى الداخل لتحيط بهذا التكوين الجديد. ومع تأرجح أطراف الليديين، ظهرت فجوات عند مفاصل أجنحة العجلة. تمت زيادة الاضطراب بالنيران العلوية الفعالة للرماة الفارسيين والأبراج المتنقلة المتمركزة داخل الساحة. ثم أعطى كورش الأمر بالهجوم، حيث اصطدمت وحداته الخاصة في أجنحة كرويسوس غير المنظمة. وبعد فترة وجيزة، خسر سلاح الفرسان الليدي العديد من الجنود واضطروا إلى التراجع. ومع سلامة معظم جيش كورش، وفقدان معظم سلاح الفرسان الليديين، أمر كورش جميع الفرسان والمشاة بمهاجمة ما تبقى من قوات كرويسوس. سرعان ما استسلم المشاة لكن كرويسوس وجزءً صغيرًا من المشاة انسحبوا وتوجهوا إلى العاصمة الليدية سارد، وبالتالي كان هذا انتصارًا حاسمًا للفرس. يسرد هيرودوت المعركة ولكنه لا يعطي أي أرقام. ومع ذلك، فإن سرده لتقدم المعركة ونتائجها يؤكد ما يعطيه كسينوفون لاحقًا.

## العواقب

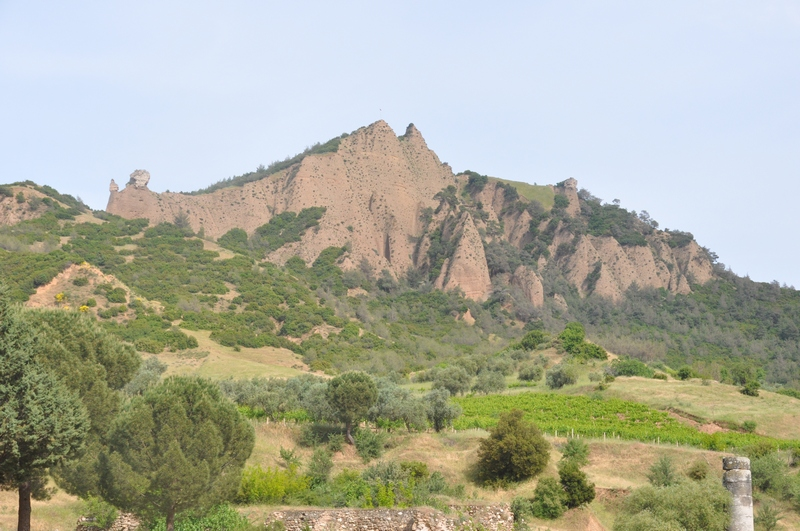
وقعت معركة ثيمبرا أسفل قلعة سارد (في الوسط)، حيث انسحب الليديين ثم لحصار سارد (547 قبل الميلاد).

بعد المعركة تم دفع الليديين داخل أسوار سارد وحاصرهم كورش المنتصر. سقطت المدينة بعد حصار أربعة عشر يومًا، وذلك بسبب فشل ليدي في حماية جزء من الجدار الذي اعتقدوا أنه من غير المقبول مهاجمته من الانحدار المجاور للأرض. تم القبض على كرويسوس، وتم دمج أراضيه، بما في ذلك المدن اليونانية إيونية وأيولس، في إمبراطورية كورش القوية بالفعل: حدث تطور جلب اليونان وبلاد فارس إلى الصراع، وبلغ ذروته في الحروب الفارسية الشهيرة لخلفاء كورش. إلى جانب الحصول على إيونية وأيولس، كان لدى كورش أيضًا الجنود المصريين، الذين قاتلوا نيابة عن الليديين، والذين استسلموا طواعية وانضموا إلى جيشه. وفقًا للمؤلف اليوناني هيرودوت، تعامل كورش مع كرويسوس بشكل جيد وباحترام بعد المعركة.
يبدو أن كتاب السجلات النابونيدية يتناقض مع ذلك، حيث أفاد بأن كورش هزم الملك وقتله، ومع ذلك، فإن هوية الملك الليدي غير واضحة.

### الاستشهاد
1. ↑  David 199، صفحة 7.
2. 1 2 3  Grant 2005
3. 1 2  Campbell 1830.
4. ↑  Grant 2005، صفحة 19.
5. ↑  Davis 1999, p. UNK.[بحاجة لرقم الصفحة]
6. ↑  Herodotus 2003، صفحة 75.
7. ↑  Herodotus 2003، صفحة 76-79.
8. ↑  "The End of Lydia: 547?". Livius.org. مؤرشف من الأصل في 2019-06-30. اطلع عليه بتاريخ 2019-03-02.

### المعلومات الكاملة للمراجع
- Davis، Paul K. (1999). 100 decisive battles : from ancient times to the present. سانتا باربارا (كاليفورنيا), كاليفورنيا.: ABC-CLIO. ISBN:1-57607-075-1. OCLC:42579288.
- Campbell, Alexander (1830). The Millennial Harbinger, Vol. I, No. IX (بالإنجليزية). لندن: DK Publishing.

- Grant, R. G. (2005). Battle: A Visual Journey Through 5,000 Years of Combat (بالإنجليزية). لندن: DK Publishing. ISBN:978-0-7566-1360-0. OCLC:60500226.
- Herodotus (2003). The histories (ط. Further revised edition). London, England. ISBN:0-14-044908-6. OCLC:50937823. {{استشهاد بكتاب}}: |طبعة= يحتوي على نص زائد (مساعدة)صيانة الاستشهاد: مكان بدون ناشر (link)